# 井田進也
井田 進也（いだ しんや、1938年 - 2016年11月27日）は、日本の比較思想史研究家。大妻女子大学名誉教授。文学博士。新潟県長岡市生まれ、群馬県高崎市育ち。

## 人物
『中江兆民全集』（岩波書店）の編集者の一人。福沢研究センター客員研究員。無署名論説認定方法を応用した『福澤諭吉全集』収録の「時事新報論説」執筆者再認定を実行している。
2016年12月27日死去。叙従四位、瑞宝小綬章追贈。

## 略歴
- 1961年 東京大学教養学部教養学科卒
- 1963年 東京大学大学院比較文学比較文化研究科修士課程修了
- 1963年 - 1972年 旧・東京都立大学人文学部仏文科助手
- 1966年 - 1968年 フランス政府給費留学生としてナンシー大学へ留学[2]
- 1973年 - 1998年 東京都立大学人文学部仏文科助教授を経て、教授
- 1987年 『中江兆民のフランス』で東大文学博士
- 1998年 大妻女子大学教授
- 2003年 - 2006年 大妻女子大学比較文化学部長
- 2009年 定年退職
- 2011年 大妻女子大学名誉教授

## 著作

### 単著
- 『中江兆民のフランス』岩波書店、1987年12月。ISBN 4-00-001537-0。
- 『歴史とテクスト――西鶴から諭吉まで』光芒社、2001年12月。ISBN 4-89542-189-9。
- 『二〇〇一年の中江兆民――憲法から義太夫節まで』光芒社、2001年12月。ISBN 4-89542-190-2。

### 校注・編著・共著
- 芳賀徹ほか 編「兆民のフランス留学――ルソーとの出会い」『西洋の衝撃と日本』 5巻、東京大学出版会〈講座比較文学〉、1973年。ISBN 4-13-084025-8。
- 『中江兆民全集』 全17巻，別巻1、岩波書店、1983-1986。
- 中江兆民『一年有半・続一年有半』井田進也校注、岩波書店〈岩波文庫青110-3〉、1995年4月。ISBN 4-00-331103-5。
- 『兆民をひらく――明治近代の＜夢＞を求めて』井田進也編、光芒社〈日本アンソロジー〉、2001年12月。ISBN 4-89542-191-0。
- 三浦信孝 編「中江兆民」『近代日本と仏蘭西――10人のフランス体験』大修館書店、2004年3月。ISBN 4-469-25072-4。
- 中川久定・J.シュローバハ 編「中江兆民の仏学塾における『エミール』教育の実践」『十八世紀における他者のイメージ――アジアの側から、そしてヨーロッパの側から』河合文化教育研究所、2006年3月。ISBN 4-87999-974-1。
- 「アジアの近代とフランス 幕末維新期日本における"仏蘭西"観の形成」『フランス革命と日本・アジアの近代化』専修大学社会知性開発研究センター歴史学研究センター、専修大学社会知性開発研究センター〈歴史学研究センター年報 第4号〉、2007年3月。
- 成島柳北、栗本鋤雲『幕末維新パリ見聞記――成島柳北『航西日常』・栗本鋤雲『暁窓追録』』井田進也校注、岩波書店〈岩波文庫緑117-2〉、2009年10月。ISBN 978-4-00-311172-7。

### 翻訳
- 『世界の名著〈28巻〉モンテスキュー』井上幸治責任編集、中央公論社、1972年。ISBN 4-12-400108-8。
  - 『世界の名著〈34巻〉モンテスキュー』井上幸治責任編集、中央公論社〈中公バックス〉、1980年5月。ISBN 4-12-400644-6。
- モンテスキュー『トログロディット人の寓話』 第11巻、岩波書店〈ユートピア旅行記叢書〉、1997年5月。ISBN 4-00-026101-0。
- 『周作人自伝』劉岸偉共訳、河出書房新社、2022年。ISBN 4-309-20854-1

### 中国語論文
- 井田进也「让福泽谕吉自己谈自己吧！」中华读书报、2005年6月22日